# Онондага
Онондага (на английски: Onondaga) е едно от петте племена на Лигата на ирокезите. Традиционната им територия се простира главно в района на Онондага Лейк и река Осуиго в окръг Онодага в Ню Йорк като на север се разширява до езерото Онтарио, а на юг до горната част на река Саскуехана. В Съвета на Лигата онондага са известни като „пазителите на огъня“ и в него имат 14 представители като върховният вожд „Тадодахо“ винаги е от онондага. Самите те се наричат „онундагега – хората от хълмовете“.

## История
Онондага е едно от първите ирокезки племена идентифицирани в Ню Йорк. Някъде между 1450 г. и 1475 г. две техни села се обединяват и слагат началото на образуването на днешното племе.
В началото на Войната за независимост племето запазва неутралитет, но впоследствие се присъединява към британците. След войната много от тях последват Джоузеф Брант в Канада. На 11 ноември 1794 г. заедно с другите племена от Лигата подписват договора в Канандагуа с представителите на Съединените щати. В края на 20 век и началото на 21 век около 1600 онондага живеят в свой резерват (7300 акра) близо до Сиракюз в Ню Йорк. Други 600 са част от Шестте нации на Гранд Ривър в Онтарио.